# Partij voor de Vrijdag
Partij voor de Vrijdag was een radioprogramma dat werd uitgezonden op de vrijdagavond op NPO 3FM tussen 2018 en 2022. Het programma werd gepresenteerd door Rob Janssen en sinds 2021 in duo samen met Wijnand Speelman. Het programma was elke vrijdagavond te beluisteren vanaf 19:00 uur tot 22:00 uur. Het programma is nog steeds te beluisteren als podcast, inclusief extra content. De compilatie van het programma werd elke maandag na de uitzending gepubliceerd op YouTube. In 2018 werd het programma live uitgezonden op NPO 3 Extra. Nadien werd Partij voor de Vrijdag voor een tijd niet meer op televisie uitgezonden. Sinds 1 oktober 2021 kregen Rob en Wijnand een plaats op NPO 1 Extra. 

## Geschiedenis
Eind september 2018 kondigde 3FM haar nieuwe programmering aan. Het vrijdagavondprogramma Franks Feestje kwam te vervallen doordat Frank van der Lende vertrok naar de avond van de zender. Partij voor de Vrijdag is daarmee de opvolger van Van der Lende's programma.
De eerste uitzending van Partij voor de Vrijdag was op 19 oktober 2018. Rob Janssen had als sidekicks Pieter Kok en Mark Versteden, beter bekend als Pieter de Bode en Ceremoniemeester Mark. Op 15 maart 2020 kondigde Ceremoniemeester Mark zijn afscheid aan. Hij werd opleidingscoördinator bij de NPO en moest toen stoppen met dit programma. Op 1 mei 2020 nam Ceremoniemeester Mark afscheid.  Vanaf de week erna werd hij opgevolgd door Lideke de Vries, later bekend als 'commissaris Lideke', die naast sidekick ook de producer van het programma is. 
Op 26 februari 2021 vertrok ook Pieter de Bode. Hij ging een ochtendshow presenteren op NH Radio. Sinds 5 maart 2021 nam Wijnand Speelman de plek van Pieter in en wordt het programma in duo-vorm gepresenteerd door Rob en Wijnand. Beide heren hadden al eerder samengewerkt tijdens 3FM Serious Request 2020.
De laatste uitzending van Partij voor de Vrijdag was op 2 september 2022. Deze uitzending, waarbij live publiek aanwezig was, vond plaats in de schouwburg van Cuijk. Sinds 12 september 2022 maken Rob en Wijnand, samen met Lideke, de ochtendshow Rob & Wijnand en de Ochtendshow op NPO 3FM. 

## Programmaformat
Het radioprogramma was een mix van muziek en gesprekken tussen Rob, Wijnand en Lideke. Tijdens de gesprekken werden veel grappen gemaakt en ontstond regelmatig een melige sfeer. Het programma werd op beeld geregistreerd door 'Cameraman Vince' Stick en Martijn 'Tinus de Technicus' van de Wouw. Bij afwezigheid werd Wijnand meestal vervangen door Jorien Renkema.
Eén van de statuten van de partij was 'Een prettig weekend voor iedereen'. In het begin van het programma werd dan ook elk telefoongesprek beëindigd met 'Prettig Weekend'. Doordat luisteraars die inbellen dit niet altijd wisten duurde het nogal eens vrij lang voordat een gesprek afgerond werd, dit werd namelijk pas gedaan als de betreffende beller 'Prettig weekend' antwoordde. Doordat dit het tempo nogal uit het programma haalde is dit gebruik vrij snel opgeschort.

## Programmaonderdelen
- De Open Weekend Lijn: De Open Weekend Lijn werd meestal aan het begin van het programma gedaan en aan het einde. Luisteraars konden inbellen en met Rob, Wijnand en Lideke praten over ieder onderwerp. Ook konden luisteraars aan iemand de groetjes doen. De jingle was afgeleid van het nummer Open van The Scene.
- 2 Categorieën-spel: Luisteraars en aanwezigen in de studio konden vanuit 2 categorieën een nieuwe woordspeling of woordgrap maken. De leukste inzendingen werden in een lijst met eervolle vermeldingen genoemd. De luisteraar met de leukste inzending werd gebeld en mocht grabbelen in de grabbelton. Rob vroeg vervolgens altijd, wat je met de gewonnen prijs ging doen. En dat viel (gelet op de prijzen die je won) niet altijd mee om iets te bedenken.
- Het Koffertje van de Radio: Sinds 26 juni 2020 was er elke aflevering een koffertje in de studio. Deze ging alleen iedere eerste vrijdag van de week om half negen open. Hierin zat dan een speciaal attribuut of mededeling voor in het programma. Zo is er tijdens de eerste keer een mededeling gedaan dat het 2e seizoen van Jeu-de-Boulen met Stoelen weer van start ging. "Commissaris Lideke" probeerde altijd voor half negen, zo rond tien over zeven, het koffertje al open te krijgen. Dit tot tegenzin van Rob en Wijnand.
- Trapper van de Week: Elke week koos Rob een nieuwe 'Trapper van de Week'. Dit was een plaat waar de luisteraar lekker hard op ging. Rob heeft een Spotify-playlist waarin alle Trappers van de Week staan. Soms kon een Trapper van de Week ook meerdere weken gelden.
- Carnaval-Countdown: De partijleden telden af naar carnaval door middel van het Carnaval Countdown-apparaat. Het bijzondere was dat dit item alleen door kaon gaan als er een gulden aanwezig was, anders werkte het apparaat niet.
- Jeu-de-Boulen met Stoelen: Dit spel was zoals de naam al doet vermoeden, een variant op Jeu-de-Boulen maar dan met Stoelen. Een team van drie vrienden of collega's vertegenwoordigden een stad of dorp en proberen dan, met de drie grote partijzetels, zo dicht mogelijk bij het kleinere gouden stoeltje te gooien. Welke altijd door de partijvoorzitter gegooid wordt. In het eerste seizoen heeft Heeswijk-Dinther de prijs gewonnen, namelijk een partijbijeenkomst in de plaats waar de deelnemers voor speelden. Zie ook Jeu de Boelen met stoelen.
- Lijst van ingekomen stukken: Commissaris Lideke las een selectie van de YouTube reacties voor, welke indien nodig werden besproken. Later werden ook ingezonden fysieke post en appjes via de Partijfoon behandeld. De Partijfoon was een telefoonnummer waarnaar luisteraars de hele week sms'jes kunnen sturen. Iedere week werd er ook een 'Appje van de Week' gekozen.
- Bijzondere (spreek)woorden en gebruiken: Tijdens het programma zijn veelal per ongeluk een aantal bijzondere (spreek)woorden en gebruiken ontstaan. Zoals bijvoorbeeld: "OLEPA", "een schip in de vla zien zakken" (veelal gevolgd door "huts, huts, huts, soep eet je met een muts") en bij het met de wang aanraken van een toets door een luisteraar volgt standaard “toets een 1” door presentator Janssen. Op vrijdag 13 mei 2022 is een typisch West-Fries spreekwoord “van de rel raken” geïntroduceerd door commissaris Lideke. Ook 'Een woordje buiten de provincie spreken' werd door Lideke aangehaald.

### Voormalige onderdelen
- Interruptietelefoon: Luisteraars konden bellen naar de studio met opmerkingen en vragen die gedurende de show worden behandeld in de uitzending.
- De Beste Wensen: Via de Interruptietelefoon, mocht je het hele jaar door de beste wensen wensen. Rob draaide daarna, vaak met tegenzin,[bron?] zijn “allerbeste wensen Jingle”. 'Ceremoniemeester Mark' heeft bij zijn vertrek de jingle meegenomen, waardoor deze niet meer gedraaid kan worden.[bron?] Sinds januari 2021 heeft Mark de jingle terug gestuurd.[bron?]
- Star Trekkin': Als er niet binnen een bepaalde tijd naar de studio werd gebeld, draait Janssen het nummer Star Trekkin' van The Firm. De luisteraar die als eerste belt en in de uitzending komt mocht bepalen welk nummer hiervoor in de plaats komt. Dit is in de loop van 2020 gestopt.
- Sfeerverhogend Referendum: Luisteraars konden stemmen voor de laatste plaat. Janssen koos twee platen uit en de plaat met de meeste stemmen wordt gedraaid. Dit is in de loop van 2020 gestopt.
- Voicemailbericht van Geert: De uitzending werd om 22 uur afgesloten met een voicemailbericht van ene Geert. Hij beschouwde veelal de afgelopen uitzending en leverde meestal commentaar op de DJ, de gasten, de gedraaide muziek of de zender/NPO. Deze Geert, ingesproken door Janssen, had qua stem veel weg van Geert Wilders, die ook een PVV voorzit. Geert heeft nogal moeite met het ophangen van zijn telefoon. Sinds de 46e aflevering op 4 oktober 2019 is dit item gestopt. Vermoedelijk was dit een beslissing van 3FM zelf.

## Podcast en YouTube
Partij voor de Vrijdag was niet alleen een programma om naar te luisteren, maar ook om naar te kijken. Iedere aflevering werd op de maandag na de uitzending ook als podcast en als YouTube video beschikbaar gemaakt. Vanwege muziekrechten werd alle muziek uit het programma geknipt. De podcast bevatte daarnaast ook extra content. Dit bestond uit een voordeel en een nadeel. Het voordeel zat voor de uitzending en het nadeel kwam na de uitzending. Dit onderdeel heette het nadeel omdat je eerst de hele podcast moet beluisteren.

## Jeu de Boulen met Stoelen
Jeu de Boulen met Stoelen was een terugkerend programma-item. Het spel was gebaseerd op hetzelfde principe als jeu de boule, maar dan met stoelen. Het spel werd iedere week gespeeld door een team van 3 personen. Eerst wierp Janssen een klein gouden stoeltje, en daarna mocht het team de 3 zetels naar het gouden stoeltje werpen. De bedoeling was dat de 3 stoelen zo dicht mogelijk bij het kleine stoeltje kwamen te liggen. De uiteindelijke winnaars kregen de Partij voor de Vrijdag-partijbijeenkomst cadeau.
De winnaar van het 1e seizoen van Jeu de Boulen met Stoelen was Heeswijk-Dinther. Daarmee was het dorp de 1e organisator van de partijbijeenkomst. Onder leiding van Bart van der Pas behaalde het team de winst, door in de finale team Moordrecht te verslaan.
Op 26 juni 2020 maakte Janssen bekend dat luisteraars zich kunnen inschrijven voor het tweede seizoen. De week daarop, 3 juli 2020, maakte hij bekend dat het partijbestuur heeft besloten dat het tweede seizoen zal aanvangen op vrijdag 28 augustus 2020. Gedurende 10 weken kan er worden gestreden om de hoogste plek in het klassement, de 11e week is de finaleweek.

### Seizoen 1

#### Finale - De Gouden Zone
| Team             | Positie               |
| ---------------- | --------------------- |
| Heeswijk-Dinther | Winnaar               |
| Moordrecht       | Tweede plaats         |
| Utrecht          | Gedeelde derde plaats |
| NOS Amsterdam    | Gedeelde derde plaats |

#### Klassement
| Aflevering | Datum      | Team                                                      | Score (cm)                                                | Positie                                                   | Opmerking                                                         |
| ---------- | ---------- | --------------------------------------------------------- | --------------------------------------------------------- | --------------------------------------------------------- | ----------------------------------------------------------------- |
| 1          | 19/10/2018 | Veldhoven                                                 | 225                                                       | 25                                                        |                                                                   |
| 2          | 26/10/2018 | Mill                                                      | 795                                                       | 39                                                        |                                                                   |
| 3          | 02/11/2018 | Achterveld                                                | 34                                                        | 7                                                         |                                                                   |
| 4          | 09/11/2018 | Baexem                                                    | 387                                                       | 34                                                        |                                                                   |
| 5          | 16/11/2018 | Deurne                                                    | 46                                                        | 10                                                        |                                                                   |
| 6          | 23/11/2018 | Vlaardingen                                               | 142                                                       | 20                                                        |                                                                   |
| 7          | 30/11/2018 | Goirle                                                    | 68,5                                                      | 12                                                        |                                                                   |
| 8          | 14/12/2018 | Delft                                                     | 16                                                        | 5                                                         |                                                                   |
| 9          | 04/01/2019 | Raamsdonksveer                                            | 110                                                       | 16                                                        |                                                                   |
| 10         | 11/01/2019 | Amsterdam                                                 | 377                                                       | 33                                                        |                                                                   |
| 11         | 25/01/2019 | Wezep                                                     | 227                                                       | 26                                                        |                                                                   |
| 12         | 01/02/2019 | Schijndel                                                 | 44                                                        | 9                                                         |                                                                   |
| 13         | 08/02/2019 | Urk                                                       | 180                                                       | 24                                                        |                                                                   |
| 14         | 15/02/2019 | Kruiningen                                                | 920                                                       | 41                                                        | Vervangende partijvoorzitter Kevin van Arnhem                     |
| 15         | 22/02/2019 | Geen Jeu de Boulen met Stoelen i.v.m. Carnavalsuitzending | Geen Jeu de Boulen met Stoelen i.v.m. Carnavalsuitzending | Geen Jeu de Boulen met Stoelen i.v.m. Carnavalsuitzending | Geen Jeu de Boulen met Stoelen i.v.m. Carnavalsuitzending         |
| 16         | 01/03/2019 | Bodegraven                                                | 39                                                        | 8                                                         | Vervangende partijvoorzitter Herman Hofman                        |
| 17         | 08/03/2019 | Heeswijk-Dinther                                          | 15                                                        | 3                                                         | De Gouden Zone gehaald                                            |
| 18         | 15/03/2019 | Boxtel                                                    | 175                                                       | 22                                                        |                                                                   |
| 19         | 22/03/2019 | NOS Hilversum                                             | 67                                                        | 11                                                        |                                                                   |
| 20         | 29/03/2019 | Den Bosch                                                 | 179                                                       | 23                                                        |                                                                   |
| 21         | 05/04/2019 | Tilburg                                                   | 71                                                        | 13                                                        |                                                                   |
| 22         | 12/04/2019 | Boerengat                                                 | 895                                                       | 40                                                        |                                                                   |
| 23         | 19/04/2019 | Zuidlaren                                                 | 168                                                       | 21                                                        |                                                                   |
| 24         | 26/04/2019 | Maarssen                                                  | 288                                                       | 31                                                        |                                                                   |
| 25         | 03/05/2019 | Utrecht                                                   | 0                                                         | 1                                                         | De Gouden Zone gehaald                                            |
| 26         | 10/05/2019 | Waalwijk                                                  | 244                                                       | 29                                                        |                                                                   |
| 27         | 17/05/2019 | Rijsbergen                                                | 139                                                       | 19                                                        |                                                                   |
| 28         | 24/05/2019 | Moordrecht                                                | 15                                                        | 4                                                         | De Gouden Zone gehaald                                            |
| 29         | 31/05/2019 | Zutphen                                                   | 136                                                       | 18                                                        |                                                                   |
| 30         | 07/06/2019 | Zevenhuizen                                               | 90                                                        | 14                                                        |                                                                   |
| 31         | 14/06/2019 | Creil                                                     | 255                                                       | 30                                                        |                                                                   |
| 32         | 21/06/2019 | Asten                                                     | 445                                                       | 37                                                        |                                                                   |
| 33         | 28/06/2019 | Eindhoven                                                 | 31                                                        | 6                                                         |                                                                   |
| 34         | 05/07/2019 | Dongen                                                    | 318                                                       | 32                                                        |                                                                   |
| 35         | 12/07/2019 | Heerde                                                    | 229                                                       | 27                                                        |                                                                   |
| 36         | 19/07/2019 | Breda                                                     | 230                                                       | 28                                                        |                                                                   |
| 37         | 26/07/2019 | Rotterdam                                                 | 388                                                       | 35                                                        |                                                                   |
| 38         | 02/08/2019 | Den Haag                                                  | 505                                                       | 38                                                        |                                                                   |
| 39         | 09/08/2019 | Culemborg                                                 | 125                                                       | 17                                                        |                                                                   |
| 40         | 23/08/2019 | NOS Amsterdam                                             | 0                                                         | 2                                                         | Vervangende partijvoorzitter Herman Hofman De Gouden Zone gehaald |
| 41         | 30/08/2019 | Berkel Enschot                                            | 100                                                       | 15                                                        | Vervangende partijvoorzitter Herman Hofman                        |
| 42         | 06/09/2019 | Lemelerveld                                               | 430                                                       | 36                                                        |                                                                   |

### Seizoen 2
| Aflevering | Datum      | Team                        | Score (cm) | Positie | Opmerking              |
| ---------- | ---------- | --------------------------- | ---------- | ------- | ---------------------- |
| 1          | 28/08/2020 | Zuidlaren                   | 790        | 9       |                        |
| 2          | 04/09/2020 | Oosterhout                  | 553        | 7       |                        |
| 3          | 11/09/2020 | Kortenhoef                  | 1020       | 10      |                        |
| 4          | 18/09/2020 | Burgerbrug                  | 365        | 6       |                        |
| 5          | 25/09/2020 | Katwijk aan Zee             | 330        | 5       |                        |
| 6          | 13/08/2021 | Appeldoorn                  | 660        | 8       |                        |
| 7          | 27/08/2021 | Lion/Hengelo                | 72         | 1       | De Gouden Zone gehaald |
| 8          | 03/09/2021 | Arnhem                      | 73         | 2       | Winnaar                |
| 9          | 10/09/2021 | Rheine                      | 89         | 3       |                        |
| 10         | 17/09/2021 | Giethoorn                   | 190        | 4       |                        |
| 11         | 24/09/2021 | Finale Arnhem tegen Henlion | 200:240    | -       |                        |

Na deze afleveringen is een stop ingelast in verband met de coronacrisis. De reeks is in de zomer van 2021 verder opgepakt, nog steeds voor het kampioenschap van 2020. Er was geen partijbijeenkomst.

### Seizoen 3
| Aflevering | Datum      | Team                           | Score (cm) | Positie | Opmerking |
| ---------- | ---------- | ------------------------------ | ---------- | ------- | --------- |
| 1          | 06/05/2022 | Helvoirt                       | 0          | 1       |           |
| 2          | 13/05/2022 | Den Bosch                      | 645        | 8       |           |
| 3          | 20/05/2022 | Vethuizen                      | 780        | 9       |           |
| 4          | 27/05/2022 | Groesbeek                      | 290        | 6       |           |
| 5          | 03/06/2022 | Hilversum                      | 82         | 3       |           |
| 6          | 10/06/2022 | Utrecht                        | 225        | 5       |           |
| 7          | 24/06/2022 | Raamsdonksveer                 | 370        | 7       |           |
| 8          | 01/07/2022 | Kloosterzande                  | 90         | 4       |           |
| 9          | 05/08/2022 | Ugchelen                       | 20         | 2       | Winnaar   |
| 10         | 12/08/2022 | Finale Helvoirt tegen Ugchelen | 157:260    | -       |           |